# Gesellschaft für indo-asiatische Kunst Berlin

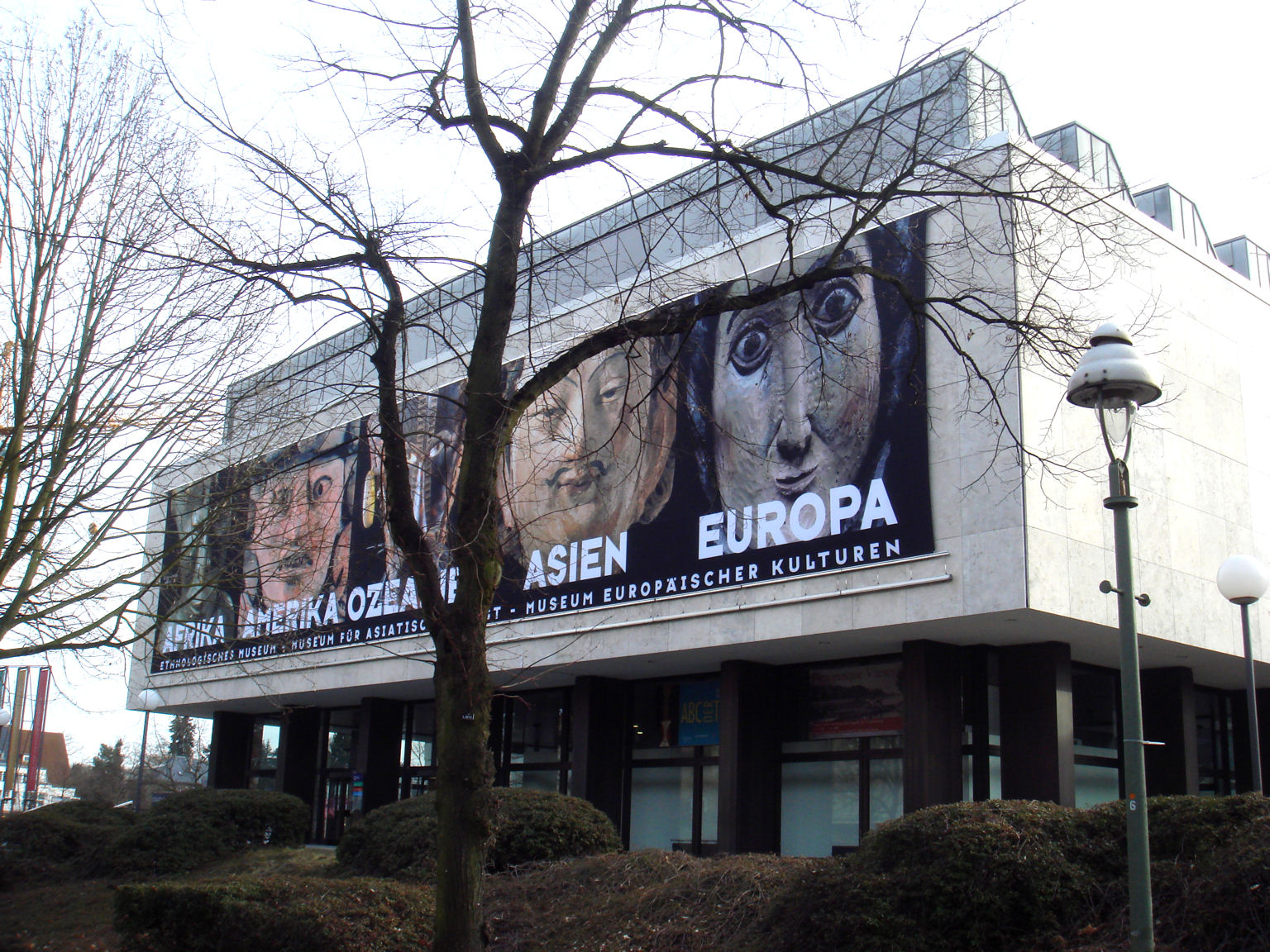
Das bisherige Museum für Asiatische Kunst (Foto) steht im Begriff nach Berlin-Mitte in den Schlossneubau umzuziehen.

Die Gesellschaft für Indo-Asiatische Kunst, Berlin e.V. (GIAK) ist ein deutscher Verein, der sich der Kenntnis, der Pflege und der Förderung der indischen und der indisch beeinflussten Kunst Asiens widmet.

## Geschichte
Die Gesellschaft wurde im Frühjahr 1993 unter Berufung auf die während der nationalsozialistischen Periode untergegangene alte Berliner Ostasiatische Gesellschaft gegründet. Sie ist seitdem unter dem Vorsitz des Sinologen und früheren Bundesministers Christian Schwarz-Schilling als ein Förderverein des Berliner Museums für Asiatische Kunst tätig. Seine Arbeit versteht der Verein als eine Reverenz an das große kulturelle und geistige Erbe der Wirtschaftsregion Indoasien.

## Vereinsarbeit

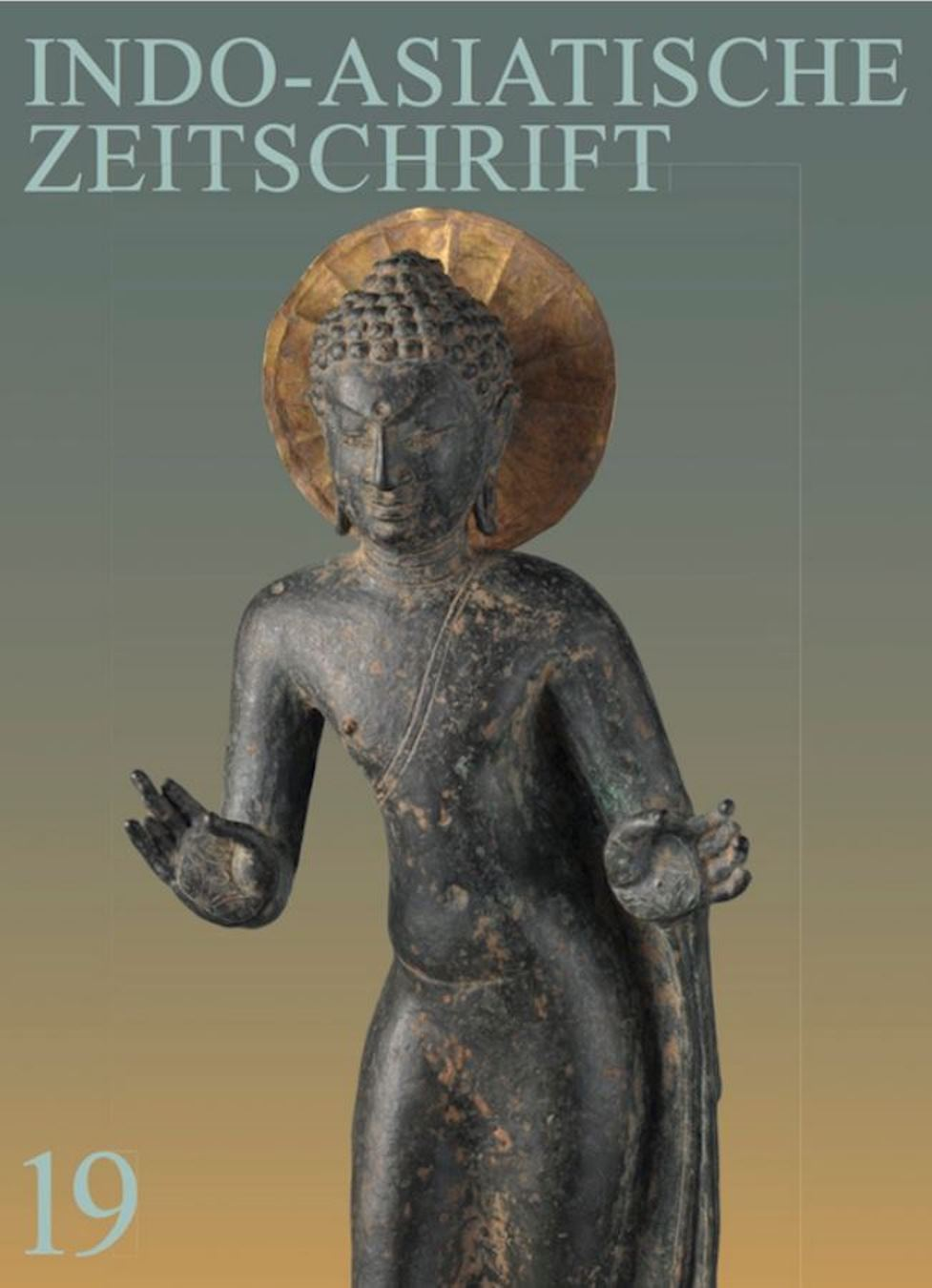
Indo-Asiatische Zeitschrift, Nr. 19 (2015)

Die deutschen Beziehungen zu Indien begannen vielfach nicht durch wirtschaftliche Erschließung, sondern durch kulturelle Kontakte und die Erforschung alter Zivilisationen durch deutschsprachige Gelehrte. In diesem Sinne sucht die Gesellschaft einen Beitrag dazu zu leisten, den Dialog zwischen dem deutschsprachigen Europa und Partnern in Asien wieder zu stärken. Zugleich will sie für Wirtschaftsvertreter, Liebhaber, Freunde und Wissenschaftler dieses Interessengebiets ein Sammelpunkt darstellen und z. B. durch Vorträge, den gemeinsamen Besuch von Ausstellungen einschließlich Privatsammlungen, gesellige Veranstaltungen und die Herausgabe der Indo-Asiatischen Zeitschrift den Gedankenaustausch zwischen ihren Mitgliedern vertiefen und beleben. Jährlich erfolgen Indienreisen unter Leitung der Kunsthistorikerin Caren Dreyer.